# THE FAR EAST COWBOYZ
『THE FAR EAST COWBOYZ』（ザ ファー イースト カウボーイズ ）は、EXILE THE SECONDの4枚目のオリジナル・アルバム。2024年6月5日にrhythm zoneから発売。

## 概要
前作『Highway Star』から6年2か月ぶりのオリジナル・アルバム。通算4作目のオリジナル・ニューアルバム。
「CD」、「CD+DVD」、「CD+Blu-ray」、「CD+DVD＋オリジナル・クッション【初回受注限定盤】」、「CD+Blu-ray＋オリジナル・クッション【初回受注限定盤】」 の全5形態で発売。スマプラフォト対応(CD ONLYタイプを除く)。
CDには、5人の新体制リリースとなった『Twilight Cinema』をはじめとする2023年のリリース楽曲に、2024年3月1日にデジタルリリースをされた新曲が収録。
映像Discには、アリーナツアー『EXILE THE SECOND LIVE TOUR 2024 "THE FAR EAST COWBOYZ"』 の横浜アリーナの公演からライブ映像が収録。ツアーには、サポートメンバーとしてTHE JET BOY BANGERZ from EXILE TRIBEも参加している。

## ミュージック・ビデオ
リード曲「We are the best」のミュージック・ビデオは、『EXILE THE SECOND LIVE TOUR 2024 "THE FAR EAST COWBOYZ"』の演出とも連動した作品、グループの新体制としては初となる、約4年振りのミュージック・ビデオ。三石直和がディレクターを務めた。ミュージック・ビデオは2024年3月1日に、YouTubeのEXILE THE SECOND・EXILE・avexの公式チャンネルで同時公開。ミュージック・ビデオは本作の映像Discには未収録。

## 楽曲について
- 1曲目「We are the best」
歌詞に込められたのは「今がベストであると信じ、前向きに歩んでいこう」というポジティブなメッセージが込められている[8]。

- 2曲目「Winner」
東京マラソン2024公式イメージソング。未知なる世界に対して勝者のメンタリティーを持って挑み、栄光を掴む姿を表現[8]。

- 3曲目「アムルーズ」
ALAN SHIRAHAMA、SLAYと共作したミッド・バラード[8]。

- 4曲目「Twilight Cinema」
再始動にあたりメンバーのEXILE SHOKICHIが作詞/作曲とプロデュースを担当。「Twilight＝夜明け前の薄明かりは、明日になる為の準備だったりする。そんな僕たちのストーリーや生き様を、映画のようにドラマチックに感じて頂きたい」とSHOKICHIが語るように、グループとして新たな1歩への想いが込められた作品に仕上がっている[1]。

- 5曲目「NEVER SAY GOODBYE」
EXILE THE SECONDの配信楽曲としては初めてSHOKICHIが中国語で歌唱。メンバーのEXILE AKIRAが出演する台湾のリアリティーショー『神秘五金行』 のエンディング曲として書き下ろされた中国語＆英語の歌詞の楽曲[2]。

- 6曲目「high-five〜歓喜の音〜」
メンバーのEXILE NESMITH親交のある競泳の渡辺一平選手の応援ソング。楽曲はNESMITHによるソロ歌唱曲。GLAYのTAKUROに楽曲提供を受けたロックナンバー。作詞はNESMITH自身が手がけ[3]。歌詞には「たとえ一度挫折しても強い信念を持って前進し、過去の自分自身を超えることで栄光を掴むことができる。そして栄光がさらに進むべき道を示してくれる」という前向きなメッセージが込められている[9]。

## 収録曲

### Disc1（CD）
1. We are the best(3:26)
  - 作詞：SHOKICHI / 作曲：SHOKICHI,T-SK
2. Winner(3:40)
  - 作詞：SHOKICHI,Yohei / 作曲：SHOKICHI,WON,Yohei
  - 「東京マラソン2024」のイメージソング[10]。
3. アムルーズ(3:30)
  - 作詞：SHOKICHI / 作曲：SHOKICHI,ALAN SHIRAHAMA,SLAY
4. Twilight Cinema(3:48)
  - 作詞：SHOKICHI, / 作曲：MATS LIE SKARE・CHRIS HOPE・SHOKICHI
5. NEVER SAY GOODBYE(3:31)
  - 作詞：SHOKICHI,ViiiV / 作曲：T-SK, SHOKICHI, ViiiV, BIG-F
  - 台湾リアリティーショー『神秘五金行』エンディング曲[11]。
  - SHOKICHIソロ曲。初めてSHOKICHIが中国語で歌唱。
6. high-five〜歓喜の音〜(4:39)
  - 作詞：NESMITH / 作曲：TAKURO
  - 渡辺一平選手応援ソング[9]。NESMITHソロ曲。

### Disc2（DVD / Blu-ray Disc）
EXILE THE SECOND LIVE TOUR 2024 "THE FAR EAST COWBOYZ”
1. We are the best
2. Winner
3. Route 66
4. WILD WILD WILD
5. HERE WE GO
6. HEAD BANGIN'
7. Shut up!! Shut up!! Shut up!!
8. SURVIVORS
9. Shelly
10. Body
11. アムルーズ
12. On My Way
13. Choo Choo TRAIN
14. Everything
15. Someday
16. YEAH!! YEAH!! YEAH!!
17. SUPER FLY
18. ASOBO!
19. CLAP YOUR HANDS
20. Going Crazy
21. Twilight Cinema

[ENCORE]
1. 瞬間エターナル
2. RAY

## THE FAR EAST COWBOYZ E.P.
『THE FAR EAST COWBOYZ E.P.』は、EXILE THE SECONDの配信ミニアルバム。2024年3月1日に配信された。

### 収録曲
1. We are the best
2. Winner
3. アムルーズ